# Królewski więzień
Królewski więzień (ang. Prisoner of Zenda) – australijski film animowany z 1988 roku wyprodukowany przez Burbank Films Australia. Animowana adaptacja powieści Anthony Hope'a Więzień na zamku Zenda.

## Fabuła
W królestwie Rurytanii krążą plotki o spisku na życie monarchy Rudolfa V. W trosce o własne bezpieczeństwo król rozkazuje sprowadzić swojego sobowtóra. Niestety okazuje się nim być spokojny mieszkaniec pobliskiego królestwa, który zostaje porwany i osadzony na tronie w zastępstwie Rudolfa, który z ukrycia sprawuje władzę.

## Wersja polska
Wersja wydana w serii Najpiękniejsze baśnie i legendy na DVD z angielskim dubbingiem i polskim lektorem.
- Dystrybucja: Vision